# Kraamwebspin
De kraamwebspin of grote wolfspin (Pisaura mirabilis) is een spin uit de familie van de kraamwebspinnen (Pisauridae). De wetenschappelijke naam van de soort werd, als Araneus mirabilis, in 1758 gepubliceerd door Carl Alexander Clerck.
De soort lijkt wel wat op wolfspinnen maar is te herkennen aan de lichte middenstreep op het kopborststuk met een slank naar achter versmallend achterlijf. De kleur is opvallend variabel maar de tekening niet. Het zijn middelgrote spinnen met een lichaamsgrootte tot 15 mm. Volwassen spinnen vind je van eind april tot augustus.

## Voortplanting
Het paringsritueel is bijzonder. Het mannetje neemt een ingesponnen prooi als 'geschenk' mee voor het vrouwtje. Terwijl ze het maal verorbert, probeert het mannetje te paren. Als dit niet lukt, zal het vrouwtje ook het mannetje opeten.
Het vrouwtje vertoont een soort broedzorg waarbij een web wordt gemaakt dat dient als een soort kraamkamer: de kraamwebspin maakt na een succesvolle paring een grote eicocon, die het vrouwtje met behulp van de kaken en pedipalpen onder zich vasthoudt. Voordat de spinnetjes uitkomen maakt de spin de cocon vast in de vegetatie en begint ze een tentvormig web te spinnen (dit is het zogenaamde kraamweb). De eicocon wordt deels geopend waarna het vrouwtje aan de basis van het web de wacht blijft houden. De kraamwebben kunnen vanaf het midden van de zomer in grote aantallen op lage vegetatie gevonden worden.

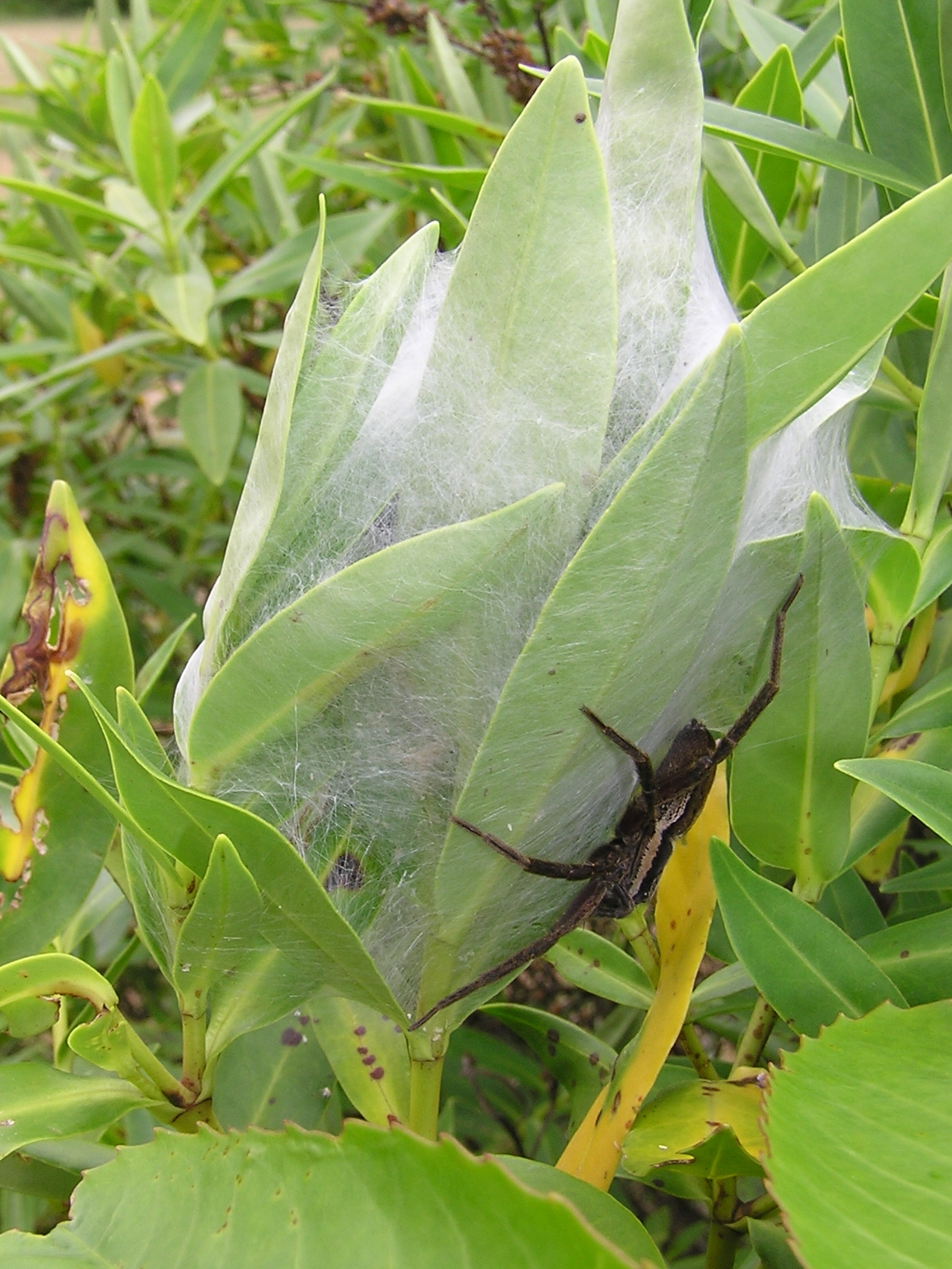
Kraamweb

## Verspreiding en leefgebied
De spin komt voor in grote delen van Europa, onder andere in Nederland en België, en daarnaast in Turkije, het Midden-Oosten, de Kaukasus, Rusland (van het Europese deel tot Midden-Siberië), Centraal-Azië tot in China. Ze leeft in habitats met vrij hoge kruidvegetatie zoals graslanden, heidevelden en bossen. De noordelijke grens van het Europese verspreidingsgebied is Zuid-Finland.

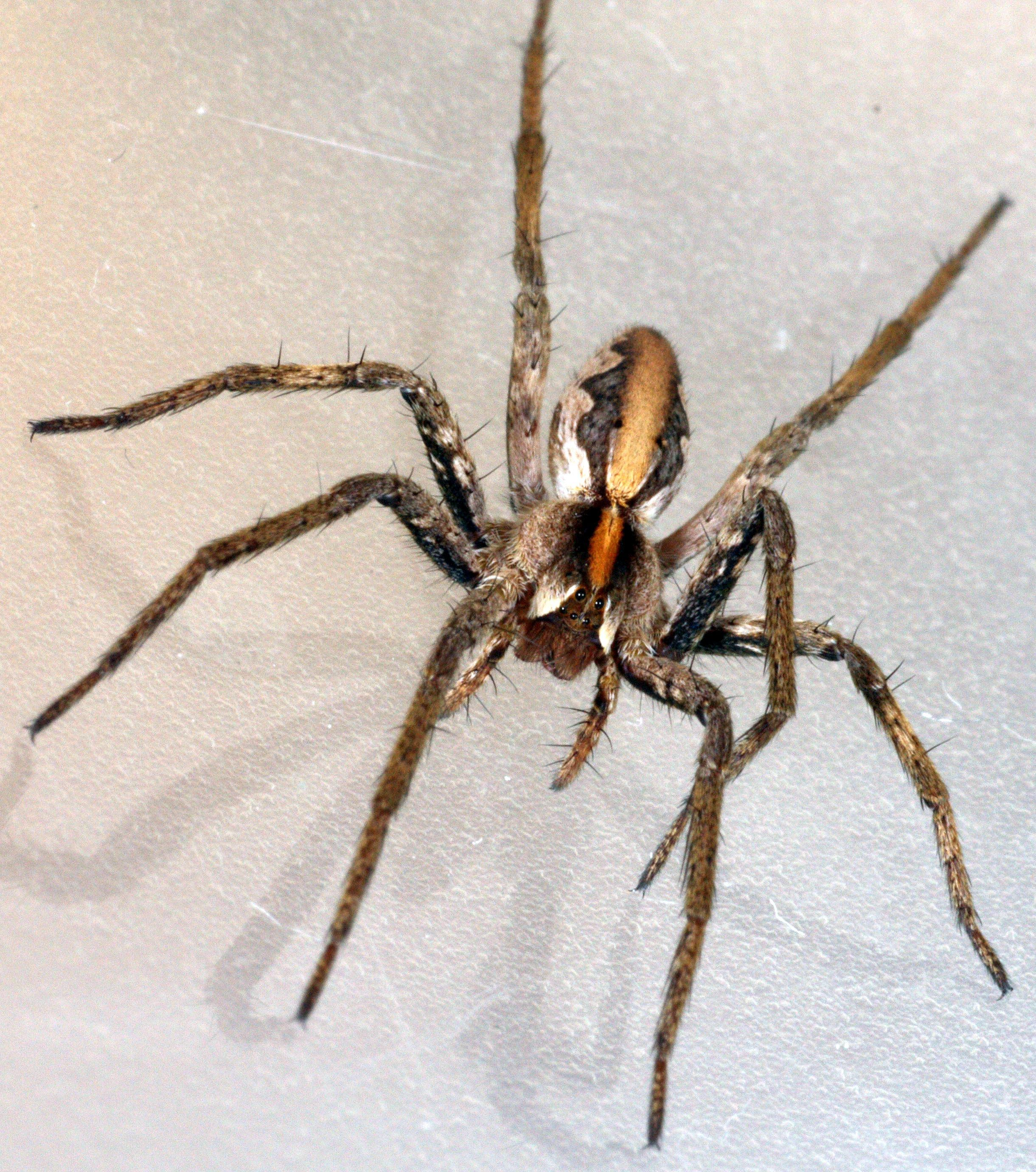
Mannetje

## Ecologie
De kraamwebspin is een actief jagende spin met goed gezichtsvermogen. Je vindt ze in lage vegetatie en op bodemniveau. In rust of in een hinderlaag (wachtend op een prooi) houden ze de twee eerste paar poten tegen elkaar schuin naar voren uitgestrekt.